# PGC 2176766
LEDA/PGC 2176766 ist eine Galaxie im Sternbild Andromeda am Nordsternhimmel. Sie ist schätzungsweise 1,2 Milliarden Lichtjahre von der Milchstraße entfernt und hat einen Durchmesser von etwa 65.000 Lichtjahren. Vom Sonnensystem aus entfernt sich das Objekt mit einer errechneten Radialgeschwindigkeit von näherungsweise 27.000 Kilometern pro Sekunde.

## Galaktisches Umfeld
| Nr. | Galaxie          | Alternativname          | Rek           | Dek           | Distanz/asec |
| --- | ---------------- | ----------------------- | ------------- | ------------- | ------------ |
| →   | LEDA/PGC 2176766 | 2MASX J02395523+4109584 | 02h39m55.24s  | +41d09m58.9s  | 0            |
| 1   | LEDA/PGC 2178789 | 2MASX J02393315+4117393 | 02h39m33.14s  | +41d17m39.3s  | 514.72       |
| 2   | LEDA/PGC 2178895 | 2MASX J02393607+4118024 | 02h39m36.08s  | +41d18m02.7s  | 521.57       |
| 3   | LEDA/PGC 2178998 | 2MASX J02394104+4118244 | 02h39m41.03s  | +41d18m24.5s  | 521.72       |
| 4   | LEDA/PGC 2179231 | 2MASX J02395808+4119114 | 02h39m58.07s  | +41d19m11.4s  | 547.86       |
| 5   | LEDA/PGC 10047   | UGC 2135                | 02h39m11.03s  | +41d14m44.3s  | 565.71       |
| 6   | LEDA/PGC 2174722 | 2MASX J02402634+4102250 | 02h40m26.384s | +41d02m24.90s | 583.79       |
| 7   | LEDA/PGC 213054  | 2MASX J02390474+4113452 | 02h39m04.75s  | +41d13m45.1s  | 604.64       |
| 8   | LEDA/PGC 10164   | CGCG 539-075            | 02h40m54.75s  | +41d13m39.4s  | 712.23       |
| 9   | LEDA/PGC 2180233 | 2MASX J02405010+4122503 | 02h40m50.11s  | +41d22m50.7s  | 989.05       |